# Vingesbackegruvan

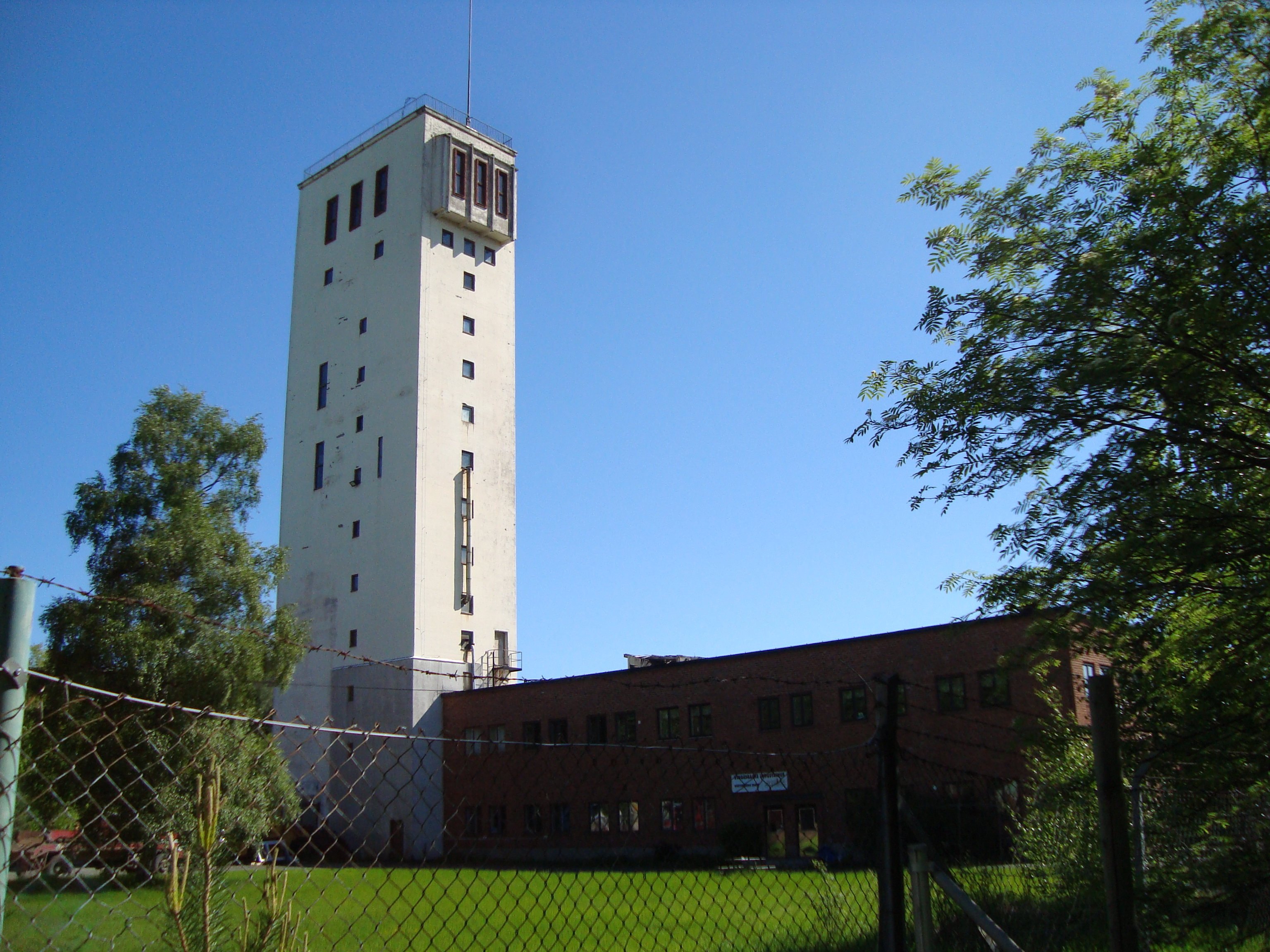
Gruvlaven i Vingesbacke.

Vingesbackegruvan är en före detta järnmalmgruva i Berg, Hofors kommun, i Gävleborgs län. Gruvan ägdes av SKF för att förse Hofors bruk med järnmalm och var i drift 1956–1980. 
Vingesbacke ligger strax intill Penninge kalkbrott i ett område rikt på järnmalmsgruvor, såsom Storberget, Nyängsgruvan och Penninge gruvfält.

## Egenskaper
Den egentliga fyndigheten i Vingesbacke börjar på cirka 200 meters djup och upptäcktes 1945, då man genomförde magnetiska undersökningar från flygplan. Malmen består av magnetit, men på 290 meters djup har det även hittats zinkblände och kopparkis. 
Malmen som bröts var nästan fri från fosfor och var väl samlad i en malmkropp som går över i skarn och praktiskt taget upphör på 370 meters djup. Gruvan ligger i sprickrikt berg, där trycket bitvis är mycket högt, och ett större underjordiskt ras inträffade 1966.
Fyndigheten i Vingesbacke fick till följd att man avbröt utbyggnaden av Göske gruvfält och så snart brytningen kommit igång lades Örbäcksgruvan ner.

## Byggnation och byggnader

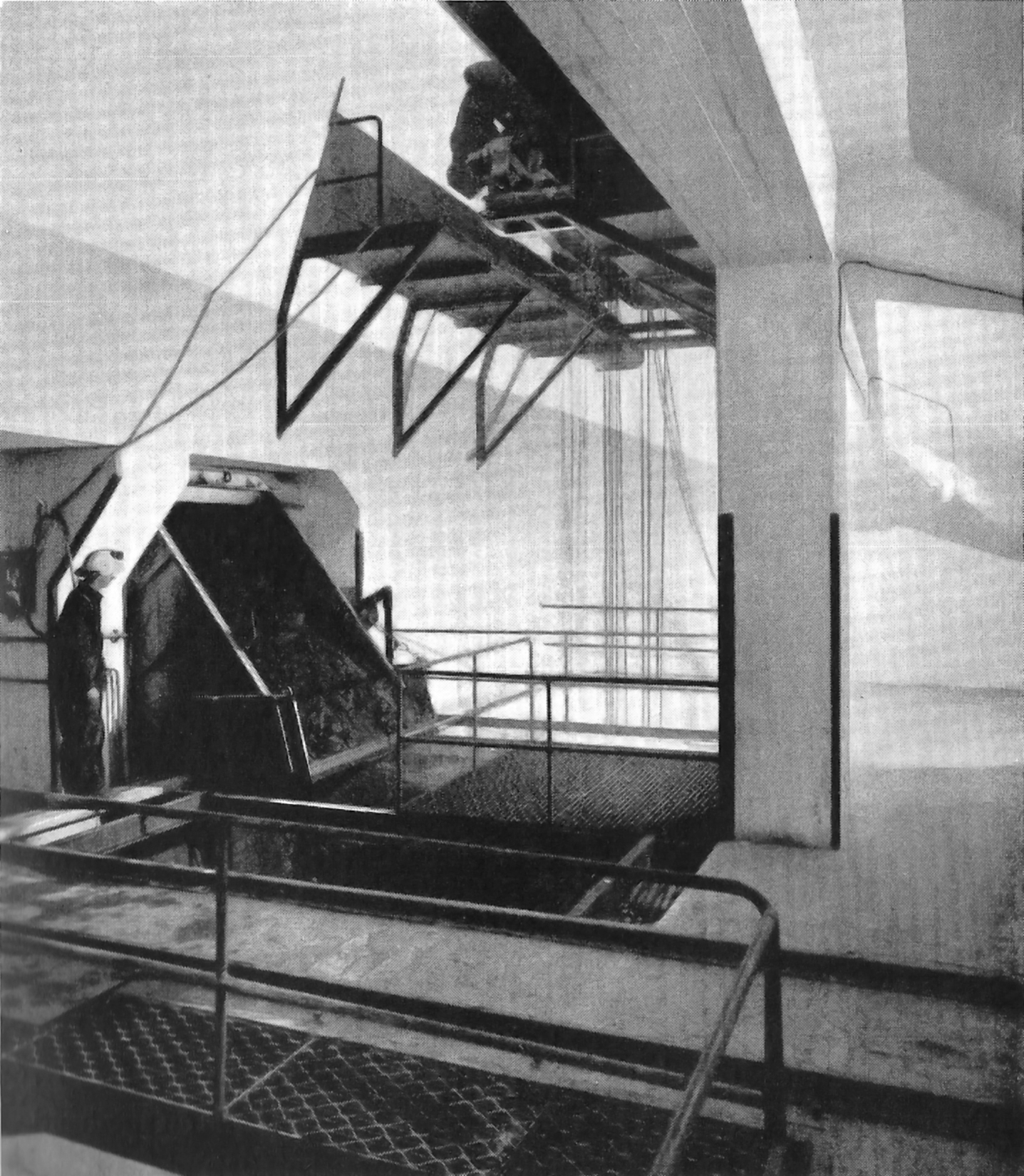
Krosstationen på 350 meters djup

Det första schaktet i gruvan, Ivars schakt, sänktes (byggdes) mellan 1947 och 1951. Laven och gruvstugan var klara 1953. En förlängning på järnvägen mellan Nyängsgruvan och anrikningsverket i Långnäs var klar 1955 och gruvan började brytas 1956. År 1957 plåtkläddes plåt- och järnförrådet och 1959 byggdes en tegelbyggnad i anslutning till detta förråd, där brandspruta och gastuber förvarades. 
Järnvägen Vingesbacke–Nyäng–Långnäs var den huvudsakliga vägen för malmtransport och kommunikation, men en förbindelse mellan Vingesbacke och Nyängsgruvan finns på 470 meters djup.